# David Wheater
David Wheater é um aerodinamicista britânico que atualmente ocupa o cargo de diretor técnico de aerodinâmica da equipe de Fórmula 1 da Alpine.

## Carreira
Wheater após se formar em engenharia de aerodinâmica pelo Queens' College, Cambridge em 2000, começou a trabalhar na Fórmula 1 para a equipe Renault, ele permaneceu trabalhando para a equipe de Enstone, que foi renomeada em 2012 para Lotus F1 Team, até novembro de 2013.
Após deixar a Lotus, Wheater ingressou na equipe Williams como seu chefe de desempenho aerodinâmico em dezembro de 2013. Ele foi promovido pela equipe inglesa ao cargo de diretor de aerodinâmica em junho de 2018, neste cargo Wheater liderou o departamento de aerodinâmica da Williams até o mês de janeiro de 2023. Durante um período de mudanças transformacionais e desafios para a equipe (nova propriedade, reestruturação, COVID-19 e, em seguida, gerenciamento de novos investimentos na equipe e tecnologia), resultando em um início de recuperação no desempenho dos carros da Williams.
Em setembro de 2023, Wheater foi contratado pela Alpine como seu aerodinamicista principal, marcando assim seu retorno para a equipe de Enstone. Em março de 2024, após a Alpine realizar uma reestruturação técnica, ele foi promovido ao cargo de diretor técnico de aerodinâmica.